# Îles Rho
Les îles Rho (en anglais : Rho Islands, en espagnol : Islotes Rho) sont un groupe de deux îlots et récifs de l'archipel des îles Melchior de l'archipel Palmer en Antarctique. Ce groupe est situé au nord de l'île Lambda, en mer de Bellingshausen.
Le nom de Rho (la 17e lettre de l'alphabet grec) a été utilisé pour la première fois sur une cartographie de 1946 par l'expédition antarctique de la marine argentine en 1942-43. Ils sont aussi connus sous le nom de Islotes Soler, du nom du général de la guerre d'indépendance de l'Argentine  Miguel Estanislao Soler (1783-1849).

## Revendications territoriales
L'Argentine intègre l'île dans la province de la Terre de Feu, de l'Antarctique et des îles de l'Atlantique sud. Le Chili l'intègre dans la commune de l'Antarctique chilien de la province de l'Antarctique chilien à la région de Magallanes et de l'Antarctique chilien. Quant au Royaume-Uni l'île est intégrée au territoire antarctique britannique.
Les trois revendications sont soumises aux dispositions et restrictions de souveraineté du traité sur l'Antarctique. L'île est donc nommée :
- Argentine : Islotes Soler ou  Islotes Boulier
- Chili : Islotes Rho
- Royaume-Uni : Rho Islands